# Кокрофт, Ханна
Ханна Люси Кокрофт (англ. Hannah Lucy Cockroft[; род. 30 июля 1992, Галифакс, Уэст-Йоркшир) ― британская гонщица на колясках, специализирующаяся на спринтерских дистанциях по классификации T34. В ее классификации она установила мировые рекорды на 100, 200, 400, 800 и 1500 метров, а также паралимпийские рекорды на 100, 200, 400 и 800 метров. Семикратная чемпионка Паралимпийских игр (2012 — дважды, 2016 — трижды, 2020 — дважды). Командор (2024) и офицер ордена Британской империи (OBE).

## Биография
Кокрофт родилась 30 июля 1992 года в Галифаксе, Западный Йоркшир. После родов она перенесла две остановки сердца, в результате чего у нее были необратимые повреждения во многих областях мозга, в результате чего появились слабые бедра, деформированные ступни и ноги, проблемы с подвижностью и нарушение мелкой моторики рук. Ее инвалидность означает, что она использует инвалидное кресло при передвижении на большие расстояния, но у нее есть способность ходить на своих ногах на короткие расстояния.

## Спортивная карьера
Кокрофт дебютировала в старшей сборной Великобритании в возрасте 19 лет на чемпионате мира по легкой атлетике IPC 2011 года в Крайстчерче, Новая Зеландия. Здесь она взяла золото в T34 100 метров и T34 200 метров. Позже в том же году она дебютировала среди юниоров на чемпионате мира среди юниоров IWAS, выиграв как 200, так и 400 метров. Ее выступления принесли ей вторую награду за лучшее паралимпийское выступление в Великобритании в ноябре 2011 года и почетное пожизненное членство в ее легкоатлетическом клубе Leeds City AC.
Всего на чемпионатах мира МПК Ханна завоевала 11 золотых медалей. На чемпионатах Европы МПК она трижды становилась чемпионкой.

## Паралимпийские игры

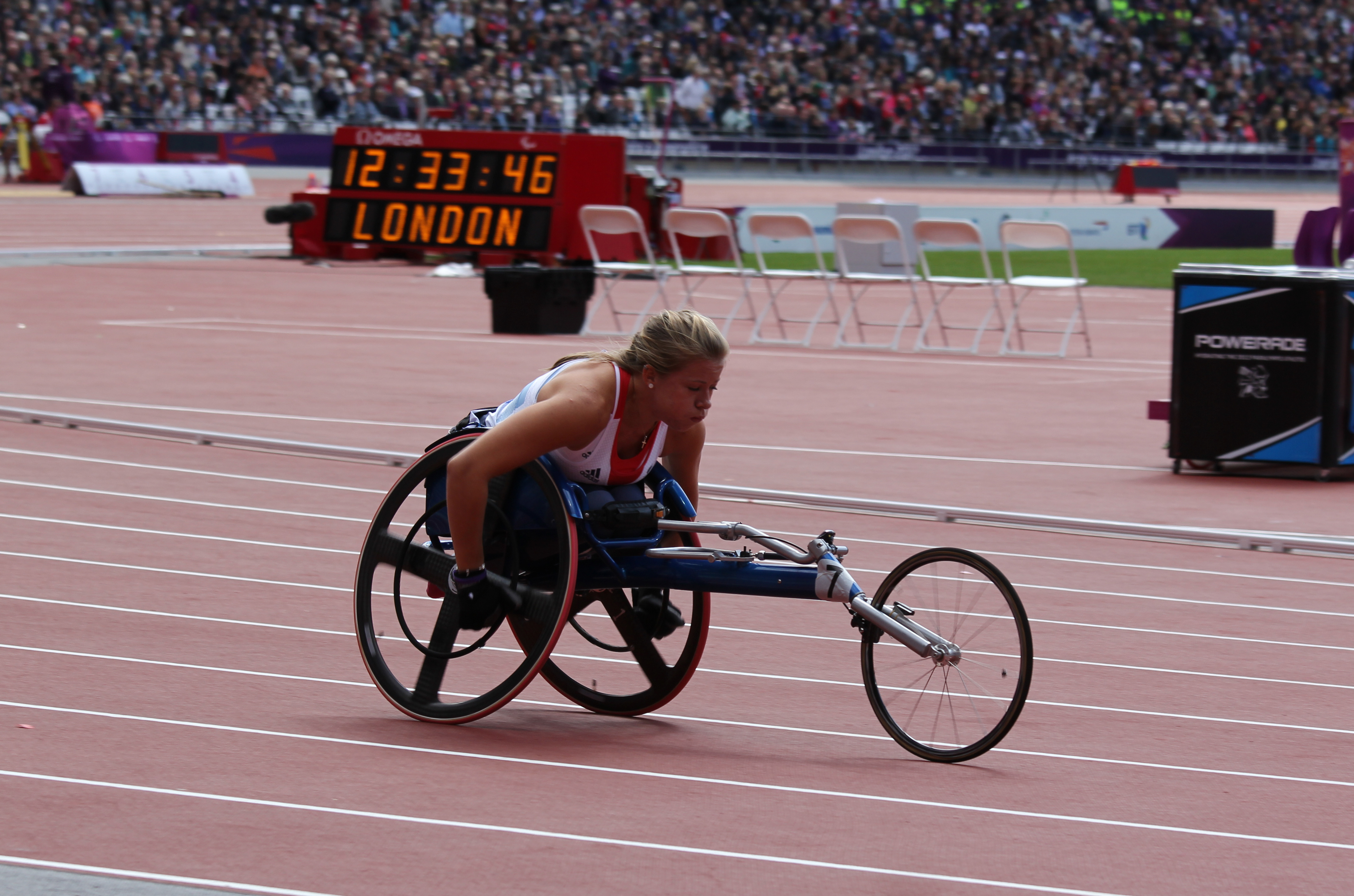
Кокрофт на Паралимпиаде 2012 в Лондоне

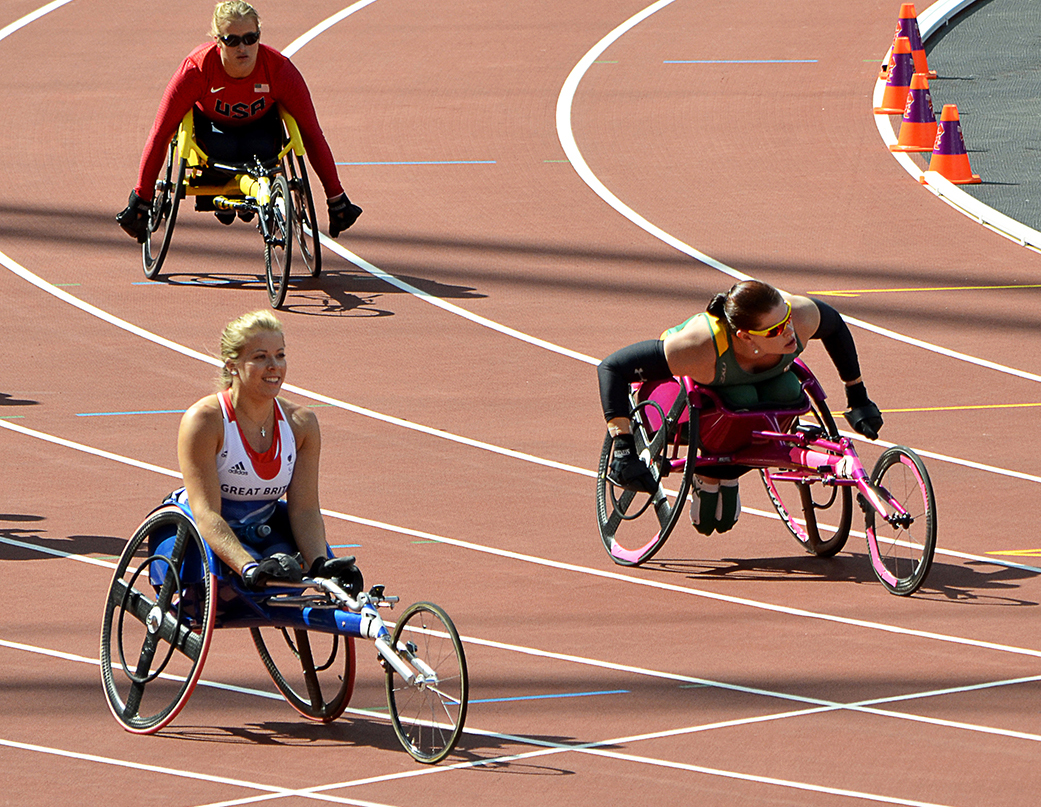
Кокрофт после победного финала в беге на 100 м.

31 августа 2012 года Кокрофт боролась в своем первом финале Паралимпийских игр и выиграла первую в Великобритании золотую медаль на легкой атлетике с 2004 года и первую золотую медаль в лёгкой атлетике на Паралимпийских играх 2012 года, выиграв финал на дистанции 100 метров T34 за 18,05 секунды. паралимпийский рекорд. Позже выиграла вторую золотую медаль в беге на 200 м T34. В честь ее достижений в Лондоне в 2012 году Royal Mail выпустила две почтовые марки с изображением Кокрофт.
На Паралимпийских играх 2016 года в Рио, выиграла три золотые медали, сохранив свой титул в беге на 100 метров T34 и победив в беге на 400 метров T34, записывает новый мировой рекорд время 58,78 секунды. Также Кокрофт выиграла финал в беге на 800 м, Т34, женщины. Она побила рекорд Игр во всех трех соревнованиях.
Ханна успешно сохранила свой титул чемпионки среди женщин на 100 м в паралимпийском T34, победив в финале на Паралимпийских играх в Токио с новым мировым рекордом в 16,39 секунды. Это также была ее третья подряд золотая медаль на Паралимпийских играх в беге на 100 метров среди женщин и ее шестая золотая медаль на Паралимпийских играх.

## Личная жизнь
Кокрофт поступила на факультет журналистики в Университете Ковентри в 2013 году. Она вернулась в свой родной город Галифакс в 2016 году, чтобы подготовиться к Паралимпийским играм в Рио. После завершения спортивной карьеры у нее есть планы работать на телевидении.
В октябре 2014 года она основала компанию по управлению спортом 17 Sports Management Limited («17»).